# Viktor Jehorovics Silov
| Viktor Silov                              | Viktor Silov                              |
| Kattints az alábbi külső linkek egyikére! | Kattints az alábbi külső linkek egyikére! |
| ----------------------------------------- | ----------------------------------------- |
| Nem található szabad kép.(?)              |                                           |
| külső link · jogvédett                    | Képe a HVG.hu-n (2022)                    |

Viktor Jehorovics Silov, ukránul: Віктор Єгорович  Шилов, orosz változatban: Viktor Jegorovics Silov, oroszul: Виктор Егорович Шилов (Szlavuta, 1940. május 16. – Ungvár, 2023. április 13.) ukrán származású szovjet katonatiszt. 1990 decembere és 1991 júniusa között a szovjet Déli Hadseregcsoport parancsnoka volt. 1991. június 19-én az utolsó szovjet katonaként ő hagyta el Magyarország területét.

## Élete

### Gyermekkora és tanulmányai
Az Ukrajna Hmelnickiji területén fekvő Szlavutában született munkás családba, a 12 gyermek közül a legfiatalabbként. A második világháború kitörése miatt 1941-ben családjának el kellett hagynia Szlavutát, a Cseljabinszki területen fekvő Csebarkul faluba (napjainkban város) költöztették őket. Ott töltötte gyermekkorát és ott végezte alapfokú és középfokú tanulmányait. Diákként atletizált. Középiskolásként elhatározta, hogy hivatásos katona lesz. A középiskola után, 1959-től a blagovescsenszki Távol-keleti Összfegyvernemi Katonai Főiskola gépesített lövész szakán tanult, amelyet 1964-ben végzett el. (A katonai képesítés mellett általános iskolai matematika- és fizikatanári végzettséget szerzett.)

### Katonai pályafutása
A katonai főiskola elvégzése után Csebarkulba vezényelték. Kezdetben egy kiképző ezred szakaszparancsnoka volt. Ekkor 107 rubelt keresett, plusz 16 rubelt kapott a németnyelv-tudásáért. Ebben az időszakban házasodott meg, feleségül vette az akkor Cseljabinszkban tanárképző főiskolán tanuló Tamara Boriszovnát. 1972-ben beiskolázták a Frunze Katonai Akadémiára. Az akadémia elvégzése után, 1975-ben egy Csehszlovákiában állomásozó ezred parancsnokává nevezték ki, akkor már őrnagyi rendfokozattal, majd egy év múlva soron kívül alezredessé léptették elő. Négy évet szolgált Csehszlovákiában. 1979-ben Kazahsztánba vezényelték, ahol egy 500 db tehergépkocsival felszerelt gépkocsizó zászlóalj parancsnokává nevezték ki. A zászlóalj mezőgazdasági munkát végzett, feladata a terménybetakarítás volt. Ezt követően ezredessé léptették elő és a Szlavuta központú 97. gépesített lövész gárdahadosztály parancsnokává nevezték ki. Két évig állt a szlavutai hadosztály élén, majd egy Csernyivciben állomásozó hadosztály élére nevezték ki.
1984−1986 között Moszkvában a Vezérkari Akadémián tanult. 1986-ban kinevezték a Mongóliában állomásozó szovjet hadseregcsoport parancsnok-helyettesévé, majd egy év múlva a Bajkálon Túli Katonai Körzet parancsnok-helyettesévé. 1988-ban nevezték ki az ideiglenesen Magyarországon állomásozó Déli Hadseregcsoport parancsnok-helyettesévé, majd két év múlva, 1990 decemberében ő lett a Déli Hadseregcsoport parancsnoka.
A szovjet csapatok Magyarországról történt kivonásának befejező lépéseként, mint az utolsó szovjet katona hagyta el Magyarország területét 1991. június 19-én. Silov helyi idő szerint 14:50 perckor ért a záhonyi határállomásra, ahol elköszönt a magyar felet képviselő Annus Antal  altábornagytól, a Honvédelmi Minisztérium államtitkárától, majd egy Volga 3102 típusú autóban áthajtott a Záhonyt Csap településsel összekötő közúti Tisza-hídon.
A szovjet csapatok Magyarországról történt kivonása után még a Szovjet Hadsereg kötelékében a Moldovában állomásozó békefenntartó erők parancsnoka volt. A Dnyeszter-melléki harcokban lábsérülést szenvedett és két napra fogságba is került. 1992-ben, 52 évesen vonult nyugállományba.

## Magánélete
Felesége Tamara Silova. Egy fia volt, Valerij, szintén hivatásos katona. Hobbija a horgászat volt. Nyugállományba vonulása után a kárpátaljai Felsődomonyán telepedett le. Az Ukrajnai Katonaviseltek Szövetsége Kárpátaljai Területi Szervezetének elnök-helyettese. Ungváron hunyt el a 2023. április 12-éről 13-ára virradó éjjel.